# Gottfried Huber-Pestalozzi
Gottfried Huber-Pestalozzi (* 31. März 1877 in Ennenda; † 11. Oktober 1966 in Zürich) war ein Schweizer Arzt und Naturforscher. Der Schwerpunkt seiner Forschungen lag auf dem Gebiet des Phytoplanktons der Binnengewässer.

## Leben und Wirken
Gottfried Huber-Pestalozzi studierte von 1897 bis 1900 Botanik und Zoologie an der Universität Lausanne und am Polytechnikum Zürich. Seine Promotion erfolgte 1905 an der Universität Zürich. 
In Bozen und Zürich war er als Privatlehrer tätig. Aufgrund fehlender Anstellung als Naturwissenschaftler studierte er von 1906 bis 1911 Medizin an der Universität Zürich und erlangte 1911 den Titel Dr. med. Ab demselben Jahr bis 1947 betrieb er als Facharzt für Urologie eine eigene Praxis in Zürich. 
Dem Gebiet der Gewässerbiologie galt Hubers wissenschaftliches Hauptinteresse. Mit zahlreichen Publikationen schuf er für die Planktologie der stehenden Binnengewässer eine neue Grundlage. Naturwissenschaftliche Studienreisen führten ihn in europäische Länder und nach Südafrika.

## Auszeichnungen und Mitgliedschaften
- 1939: Wahl zum Mitglied der Deutschen Akademie der Naturforscher Leopoldina[1]
- 1947: Ehrendoktorat der ETH Zürich
- 1947: Naumann-Medaille

## Schriften
- Die Binnengewässer. Einzeldarstellungen aus der Limnologie und ihren Nachbargebieten. Begründet von August Thienemann. Herausgeber: August Thienemann, fortgesetzt von Hans-Joachim Elster und Waldemar Ohle. Schweizerbart, Stuttgart. Band XVI: Das Phytoplankton des Süßwassers. Systematik und Biologie. Hrsg.: Gottfried Huber-Pestalozzi.[2][3]
  - Teil 1: Allgemeiner Teil. Blaualgen, Bakterien, Pilze. 1938. Nachdruck, 1962, . Unveränderter Nachdruck, 1975.
  - Teil 2, Hälfte 1: Chrysophyceen, farblose Flagellaten, Heterokonten. 1941. Nachdruck, 1962, . Unveränderter Nachdruck, 1976. English translation, .
  - Teil 2, Hälfte 2: Diatomeen. 1942. Nachdruck, 1962, . Unveränderter Nachdruck, 1975. English translation, .
  - Teil 3: Cryptophyceen, Chloromonadinen, Peridineen. 1. Auflage von G. Huber-Pestalozzi. 1950, .
  - Teil 3: Cryptophyceae, Chloromonadophyceae, Dinophyceae. 2. Auflage. Mit Neubearbeitung der Chloromonadophyceae und neuestem Literaturverzeichnis, von Bohuslav Fott. 1968, . English translation, .
  - Teil 4: Euglenophyceae. 1955, . Nachdruck 1969.
  - Teil 5: Chlorophyceae (Grünalgen), Ordnung: Volvocales. 1961, . Nachdruck, 1974.
  - Teil 6: Chlorophyceae (Grünalgen), Ordnung: Tetraporales. von Bohuslav Fott. 1972, .
  - Teil 7, Hälfte 1: Chlorophyceae (Grünalgen), Ordnung: Chlorococcales. von Jiri Komarek und Bohuslav Fott. 1983, .
  - Teil 7, Hälfte 2: Chlorophyceae (Grünalgen), Ordnung Ulotrichales. von František Hindák. Geplant.
  - Teil 8, Hälfte 1: Conjugatophyceae (Desmidiales und Zygnematales, ohne Zygnemataceae). von Kurt Förster. 1982.
  - Teil 8, Hälfte 2: Xanthidium, Staurodesmus. Geplant.
  - Teil 9: Geographische Verbreitung des Phytoplanktons. Mit Schlusskapitel und Literaturverzeichnissen. Geplant.